# Jordan Fauqué
Pour le joueur français de rugby à XV, voir Sébastien Fauqué.
Jordan Fauqué est un footballeur français né le 26 août 1991 à Arles. Il évolue au poste de latéral droit au Balma SC.

## Biographie
Jordan Fauqué est formé au Toulouse Football Club. Il est laissé libre par le TFC en 2009. Après trois mois passées en CFA2, à la Jeunesse sportive cugnalaise, il s'engage avec le club de La Berrichonne de Châteauroux.
Il débute tout d'abord avec l'équipe réserve castelroussine. Toutefois, ses débuts sont compliqués. Pour commencer, un carton rouge lui vaut une suspension de quatre matchs. Puis, lors de son retour, il subit un claquage, ce qui retarde sa reprise. Enfin, pour finir, il subit une blessure aux ligaments du genou.
À son retour, Jordan Fauqué, tout en continuant de jouer avec la réserve, intègre progressivement le groupe professionnel qui évolue en Ligue 2. Il signe son premier contrat professionnel en faveur de La Berrichonne de Châteauroux le 30 mars 2011. Il joue son premier match en Ligue 2 le 11 mai 2011, lors d'une défaite à domicile face à Angers, où il débute en tant que titulaire.
La saison suivante, il monte en puissance : il dispute 23 matchs en Ligue 2, pour 22 titularisations.
Jordan Fauqué est international français des moins de 16 ans. Il reçoit une sélection en 2007 lors d'une rencontre face à l'Allemagne.